# Megaselia capronata
Megaselia capronata är en tvåvingeart som beskrevs av Schmitz 1940. Megaselia capronata ingår i släktet Megaselia och familjen puckelflugor.
Artens utbredningsområde är Portugal. Arten är reproducerande i Sverige. Inga underarter finns listade i Catalogue of Life.